# Бедльно (гміна)
Гміна Бедльно (пол. Gmina Bedlno) — сільська гміна у центральній Польщі. Належить до Кутновського повіту Лодзинського воєводства.
Станом на 31 грудня 2011 у гміні проживало 5867 осіб.

## Площа
Згідно з даними за 2007 рік площа гміни становила 126.02 км², у тому числі:
- орні землі: 91.00%
- ліси: 1.00%

Таким чином, площа гміни становить 14.22% площі повіту.

## Населення
Станом на 31 грудня 2011:
| Опис     | Загалом | Загалом | Чоловіки | Чоловіки | Жінки | Жінки |
| -------- | ------- | ------- | -------- | -------- | ----- | ----- |
| одиниця  | осіб    | %       | осіб     | %        | осіб  | %     |
| все      | 5867    | 100     | 2937     | 50.06    | 2930  | 49.94 |
| міське   | 0       | 100     | 0        |          | 0     |       |
| сільське | 5867    | 100     | 2937     | 50.06    | 2930  | 49.94 |

## Сусідні гміни
Гміна Бедльно межує з такими гмінами: Беляви, Жихлін, Здуни, Кшижанув, Опорув, Пйонтек.